# Enter the Gungeon
Enter the Gungeon — компьютерная игра в жанре roguelike с видом сверху, выпущенная 5 апреля 2016 года на платформах Windows, macOS, Linux и PlayStation 4, 5 апреля 2017 года на Xbox One и 14 декабря 2017 года на Nintendo Switch. 14 августа 2025 года игра вышла на Android и iOS. Разработчиком игры является компания Dodge Roll, а издателем — Devolver Digital. 
5 апреля 2019 года вышло последнее, как сообщили сами разработчики, бесплатное обновление под названием A Farewell to Arms. В 2020 году для iOS была выпущена игра-спин-офф Exit the Gungeon.

## Разработка
Разработка Enter the Gungeon началась в 2014 году, когда четверо сотрудников Mythic Entertainment покинули компанию, чтобы заняться собственным проектом. По словам разработчика Дэйва Крукса, идея названия Gungeon (с англ. gun — «оружие» и dungeon — «подземелье») пришла к нему на следующий день после прослушивания саундтрека к игре Gun Godz от Vlambeer. Крукс предложил название Enter the Gungeon остальным участникам команды, и во время обеденной встречи они придумали сюжетную основу игры. В последующие недели разработчики занимались созданием прототипов игровых механик. По словам Крукса, одним из главных источников вдохновения для Enter the Gungeon была The Binding of Isaac, на игру также повлияли Nuclear Throne, Spelunky, Dark Souls и Metal Gear Solid.
Подземелья в игре создаются процедурно, однако разработчики из Dodge Roll сочли более эффективным вручную проектировать отдельные комнаты, тестировать их по отдельности, а затем использовать случайную генерацию для объединения этих комнат в подземелье. Дизайн подземелий был вдохновлён The Legend of Zelda и элементами Dungeons & Dragons. Дизайн оружия разрабатывался на протяжении двух лет, причем большую часть дизайнов создал художник команды Джо Харти. Некоторые виды оружия были вдохновлены другими видеоиграми и игровыми системами, включая NES Zapper, а также оружием, похожим на то, что встречается в Mega Man, Metroid, Shadow Warrior и Serious Sam. Дизайн боссов разрабатывался на основе идей Дейва Крукса и Джо Харти, после чего эти концепции передавались программисту Дэвиду Рубелю для создания соответствующих паттернов пулевого ада.

## Отзывы
| Сводный рейтинг | Сводный рейтинг | Сводный рейтинг |
| Издание         | Оценка          | Оценка          |
| Издание         | PC              | PS4             |
| --------------- | --------------- | --------------- |
| GameRankings    | 83,48 %         | 82,39 %         |
| Metacritic      | 84/100          | N/A             |

Игра получила преимущественно положительные отзывы. На сайте Metacritic рейтинг версии игры для персональных компьютеров составляет 84 из 100, а версии для PlayStation 4 — 82 из 100.

### Продажи
Enter the Gungeon разошлась тиражом более 200 000 копий за первую неделю после выхода на всех платформах. Согласно данным Steam Spy, около 75% из них были проданы в Steam. К январю 2017 года, по данным Devolver Digital, продажи на всех платформах превысили 800 000 копий. К январю 2020 года общие продажи на всех платформах превысили 3 миллиона копий.
Летом 2018 года, благодаря уязвимости в защите Steam Web API, стало известно, что точное количество пользователей сервиса Steam, которые играли в игру хотя бы один раз, составляет 1 144 928 человек.